# Açude General Sampaio
Açude General Sampaio é um açude brasileiro no estado do Ceará.
Está construído sobre o leito do rio Curu no município de General Sampaio.
Foi construído pelo DNOCS tendo sido concluído em 1935.
Sua capacidade é de 322.200.000 m³.